# Sreser
Sreser is een plaats in de gemeente Janjina in de Kroatische provincie Dubrovnik-Neretva. De plaats telt 196 inwoners (2001).